# Reussirella pyriformis
Reussirella pyriformis är en mossdjursart som först beskrevs av Busk 1854.  Reussirella pyriformis ingår i släktet Reussirella och familjen Cupuladriidae. Inga underarter finns listade i Catalogue of Life.